# Priest Holmes
Priest Anthony Holmes (7 de outubro de 1973, Fort Smith, Arkansas) é um ex-jogador de futebol americano que atuava como running back na National Football League. Ele estreou na liga pelo Baltimore Ravens indo para o time como undrafted free agent em 1997. Ele jogou futebol americano universitário pelo Texas Longhorns.
Holmes foi campeão do Super Bowl com os Ravens no Super Bowl XXXV em 2001. Depois de conseguir apenas 2 mil jardas terrestres em quatro temporadas com Baltimore, Holmes conseguiu mais tempo de jogo e mais sucesso com o Kansas City Chiefs. Durante seus sete anos com os Chiefs, Holmes foi nomeado All-Pro três vezes, e foi selecionado para três Pro Bowl e ainda foi nomeado Jogador Ofensivo do Ano (Offensive Player of the Year) em 2002. Holmes deixou a temporada de 2006 com uma contusão no pescoço e após um rápido retorno em 2007, ele decidiu por se aposentar.